# فرودگاه آبی چیبووگاماو/لاک کیچ
فرودگاه آبی چیبووگاماو/لاک کیچ (به انگلیسی: Chibougamau/Lac Caché Water Aerodrome) یک فرودگاه همگانی است که یک باند فرود آب دارد. این فرودگاه در کشور کانادا قرار دارد و در ارتفاع ۳۸۰ متری از سطح دریا واقع شده‌است.